# Di Gi Charat Hoshi no Tabi
Di Gi Charat Hoshi no Tabi (デ・ジ・キャラット 星の旅?, De Ji Kyaratto Hoshi no Tabi) è un cortometraggio cinematografico ispirato alla serie televisiva anime Di Gi Charat di Koge Donbo e proiettato esclusivamente nei cinema giapponesi il 22 dicembre 2001. Il film è stato proiettato insieme ad un episodio speciale di tredici minuti intitolato "Kuchi kara Bazooka" ("Rocket From the Mouth Special" o "Upchuck Bazooka").

## Trama
Per concedersi una vacanza, Dejiko, Puchiko e Gema decidono di concedersi una vacanza nel loro pianeta natale, Di Gi Charat. Per una serie di coincidenze, a loro si unisce involontariamente anche Rabi~en~Rose.

## Colonna sonora
Sigla di chiusura
- PARTY☆NIGHT (Movie version) cantata da Asami Sanada, Miyuki Sawashiro e Kyoko Hikami.